# Селянко Олександр Олександрович
Селя́нко Олекса́ндр Олекса́ндрович (9 листопада 1952 — 23 вересня 2001) — український та британський біофізик та нейрофізіолог, доктор біологічних наук.

## Біографія
У 1974 році закінчив кафедру біофізики Київського державного університету та поступив у аспірантуру Інституту фізіології АН УРСР
З початку 1990-х років жив у Великій Британії, працював у лабораторії Девіда Брауна в Університетському коледжі Лондона, в якій стажувався ще в 1983-1984 роках.
Помер від раку 2001 року.
У 2002 році було проведено міжнародний симпозіум з іонних каналів, присвячений Олександру Селянку. 

## Наукова діяльність
У 1979 році захистив кандидатську дисертацію на тему «Дія ацетилхоліну та серотоніну на нейрони верхнього шийного ганглія кролика». У 1987 році захистив докторську дисертацію на тему «Механізми активування та блокування хеморецепторів нейронів симпатичного ганглія».
Вперше в світі разом з Володимиром Скоком і Віктором Деркачем зареєстрував збуджувальні постсинаптичні струми нейронів симпатичних гангліїв ссавців в умовах фіксації потенціалу. Також вони вперше довели потенціал-залежність цих струмів та виявили, що основною причиною специфічної кінетики цих струмів є деактивація нікотинових ацетилхолінових рецепторів.
Нагороджений Державною премією СРСР разом зі Скоком та Деркачем у 1989 році за дослідження механізмів блокування хемокерованих іонних каналах у периферичних синапсах.

## Публікації
- Скок В. И., Селянко А. А., Деркач В. А. Нейрональные холинорецепторы. — М.:Наука, 1987. — 176 с.(рос.)